# Goje

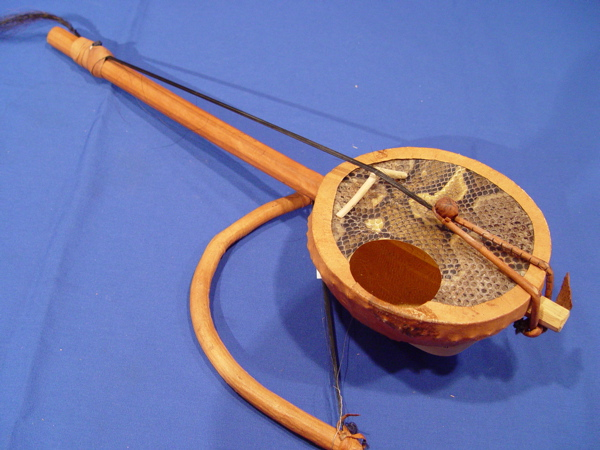
Goje

O Goje, é um dos muitos nomes para uma variedade de viola de uma ou de duas cordas de crina da África Ocidental, quase exclusivamente tocada pelos grupos étnicos que habitam o norte de Gana, Sael e o Sudão. Pele de cobra ou lagarto cobre uma tigela de cabaça, uma corda de crina é a ponte suspensa. Um Goje é tocado com um arco de corda. É comumente utilizado na música hauçá.
O Goje é comumente utilizado para acompanhar a música, e geralmente é tocado como um instrumento solo, embora tenha também características predominantes em conjuntos com outros instrumentos de cordas, de vento ou de percussão oeste africanos, incluindo o xequerê ou Ney.
Os diversos nomes pelos quais são conhecidos o Goje: 
- Goge (hauçá/Zarma),
- Gonjey (Dagomba, Gurunsi),
- Gonje (Mamprusi-Dagomba),
- Njarka (Songai),
- N'Ko (Bambara, Mandinka e outros idiomas Mandê),
- Imzad (tuaregue).